# 自由選民
自由選民（德語：Freie Wähler，縮寫FW）是德國的一個政黨，源自德國各地的「自由選民活動」（由獨立參選人組成的集團）集合而成，即通常以註冊協會（eV）形式存在的地方選民團體。自由選民通常只在地方政府參選，例如市議會和市長，自由選民在德國南部的農村地區有較多當選者，最吸引那些偏愛地方決策而不是政黨政治的保守派選民；自由選民組織在德國所有州都很活躍。
與其他德國州不同，巴伐利亞的自由選民自1998年以來也參加了州選舉。在2008年的巴伐利亞州選舉中，FW獲得了10.2％的選票，並在地區議會（Landtag）中獲得了前20個席位，並在十年以後成為其執政聯盟的一部分。

## 意識形態、政綱和政策
自由選民是保守黨派，支持將更多權力下放至地方，反對歐盟的財政政策。
就意識形態而言，在政治光譜上，一些消息來源將其描述為介於自由民主黨和聖經基督徒黨之間，而另一些人則將其描述為介於德國基督教民主聯盟和德國另類選擇黨（AfD）之間。《歐洲選舉報》將其描述為中間派。 《Politico》將該黨描述為保守派和右翼黨，並指出他們的言論與AfD的聲明有相似之處。

## 州議會
由於與 BVB/自由選民聯盟密切合作，自由選民聯盟不參加勃蘭登堡的州選舉，而BVB/自由選民聯盟只參加勃蘭登堡的州選舉。